# Galeria Louise Leiris

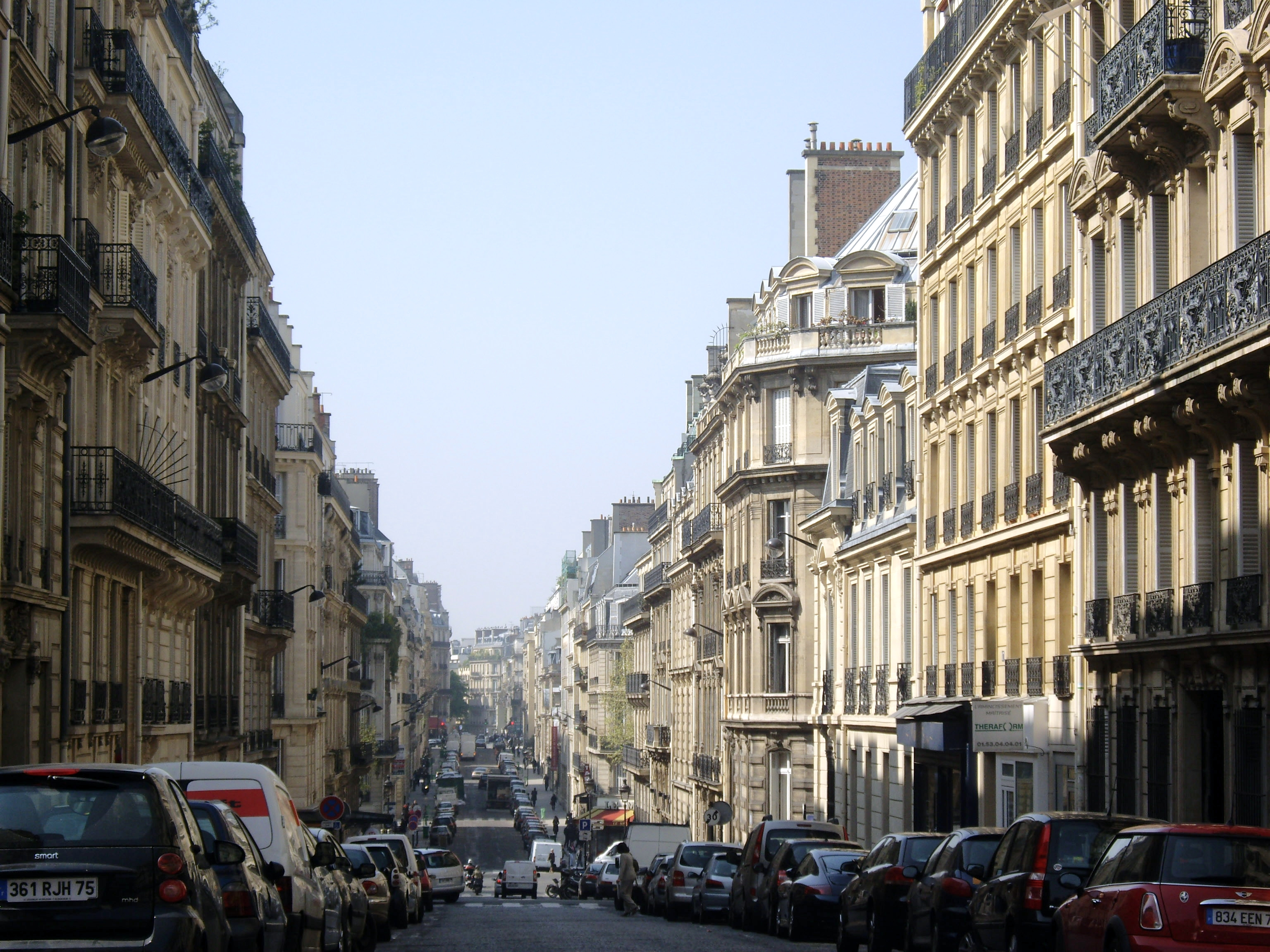
Visió general de la Rue de Monceau, emplaçament actual de la galeria

La Galeria Louise Leiris, oficialment i en francès, Galerie Louise Leiris va ser una galeria d'art ubicada a París inaugurada per Daniel-Henry Kahnweiler el 1920.
Abans del 1941, l'empresa era coneguda com a Galerie Simon (1920-1940), anomenada així arran del nom del soci de Kahnweiler, André Simon, i estava ubicada al número 29 de la rue d'Astorg.
Però de fet, el precursor d'aquesta galeria i de la Galeria Simon era la Galerie Kahnweiler, oberta el 22 de febrer del 1907 al carrer de Vignon 8 i que va perviure fins al 1914 i la Primera Guerra Mundial, quan se li va confiscar tot el material com a "bens enemics" i el galerista va exiliar-se a Suïssa fins al 1920, quan tornà a París i obrí la Galeria Simon.
El 1941, el negoci va ser traspassat a Louise Leiris (nascuda Louise Godon, 1902-1988), la fillastra de Kahnweiler, casada amb Michel Leiris, qui la va comprar per permetre en Kahnweiler eludir les lleis sobre la propietat jueva després de l'ascens del Govern de Vichy a França durant la Segona Guerra Mundial, i li va canviar el nom.
La galeria és coneguda per ser un dels llocs on es va exposar i vendre l'obra d'artistes destacats del segle XX com ara Pablo Picasso. Una de les obres que s'hi van exposar van ser Las Meninas, exposada per primera vegada al públic en aquesta galeria el 1959.
La galeria va funcionar durant diverses dècades. Com a Galeria Simon des del 1920 al 1940, i com a Galeria Leiris des del 1941 fins com a mínim el 2017.